# Гефельфінген
Гефельфінген (нім. Häfelfingen) — громада  в Швейцарії в кантоні Базель-Ланд, округ Зіссах.

## Географія
Громада розташована на відстані близько 65 км на північний схід від Берна, 13 км на південний схід від Лісталя.
Гефельфінген має площу 4 км², з яких на 6,3% дозволяється будівництво (житлове та будівництво доріг), 58,7% використовуються в сільськогосподарських цілях, 35% зайнято лісами, 0% не є продуктивними (річки, льодовики або гори).

## Демографія
2019 року в громаді мешкало 243 особи (-5,8% порівняно з 2010 роком), іноземців було 11,5%. Густота населення становила 61 осіб/км².
За віковим діапазоном населення розподілялося таким чином: 18,9% — особи молодші 20 років, 65,4% — особи у віці 20—64 років, 15,6% — особи у віці 65 років та старші. Було 106 помешкань (у середньому 2,3 особи в помешканні).
Із загальної кількості 109 працюючих 36 було зайнятих в первинному секторі, 4 — в обробній промисловості, 69 — в галузі послуг.